# Epsilon Eridani
Ran (Bayer-Bezeichnung: Epsilon Eridani, abgekürzt ε Eridani) ist ein sonnenähnlicher Stern mit etwa 0,85 Sonnenmassen und einer Entfernung von ca. 10,5 Lichtjahren von unserem Sonnensystem.
Er ist nach Alpha Centauri und Sirius der drittnächste Stern, der mit dem bloßen Auge erkennbar ist.
Epsilon Eridani gehört zum Sternbild Eridanus und ist von der Entfernung her der nächste Stern dieses Sternbilds. Sein nächster Nachbar ist mit einem Abstand von 5,22 Lj (1,60 pc) Luyten 726-8 (UV Ceti und BL Ceti).

## Namen
Epsilon Eridani hatte neben seiner Bayer-Bezeichnung lange Zeit keinen Eigennamen. Nach einem öffentlich ausgeschriebenen Wettbewerb (NameExoWorlds) der IAU erhielt er im Dezember 2015 den Namen Ran.
Arabische Siedler entlang der Ostküste Afrikas bedachten den Stern vor fast 700 Jahren gelegentlich mit dem Namen الصادرة Aṣ-Ṣādira („die zurückkehrenden Sträuße“).

## Physikalische Eigenschaften

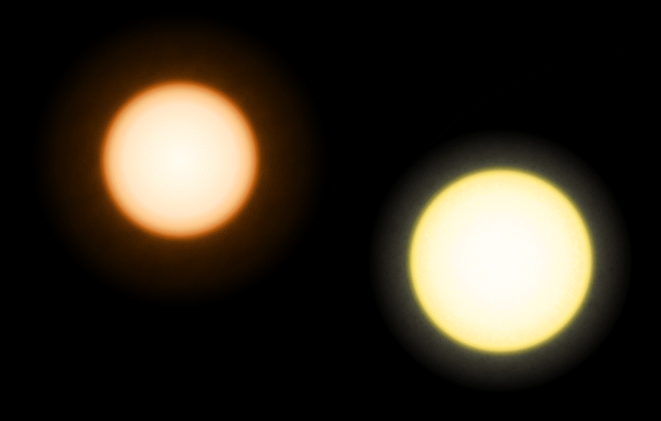
Epsilon Eridani (links) ist kleiner und kühler als die Sonne (rechts).

Mit einem Alter von einer halben bis einer Milliarde Jahre handelt es sich im Vergleich zur 4,6 Milliarden Jahre alten Sonne um einen recht jungen Stern. Epsilon Eridani ist etwa so groß wie die Sonne, die Helligkeit des K2-Hauptreihensterns beträgt jedoch nur 34 % der Helligkeit der Sonne. Die ungewöhnlichste Eigenschaft dieses Sterns ist sein extrem wechselhaftes optisches Spektrum, das viele Spektrallinien (Emissionslinien) aufweist. Außerdem weist er ein sehr starkes magnetisches Feld und eine relativ geringe Metallizität (besonders bei Eisen) auf. Durch Messungen konnte die Dauer seiner Rotation auf 11 Tage bestimmt werden, was etwa der doppelten Rotationsgeschwindigkeit der Sonne entspricht; dies ist bedingt durch sein noch junges Alter.

## Umgebung des Sterns

### Staubscheibe

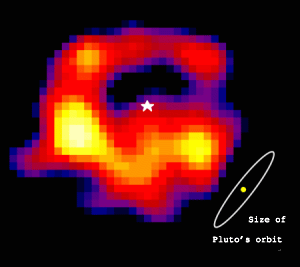
Staubscheibe um Epsilon Eridani, aufgenommen vom James Clerk Maxwell Telescope

1998 wurde um Epsilon Eridani eine Gas- und Staubscheibe gefunden, die sich aufgrund seines jungen Alters noch nicht aufgelöst hat (vergleiche mit: Trümmerscheibe). Ihr Abstand zum Stern entspricht etwa dem des Kuipergürtels im Sonnensystem. Die Staubscheibe enthält etwa 1000-mal mehr Staub, als sich im inneren Sonnensystem momentan aufhält. Dies würde bedeuten, dass die Region um Epsilon Eridani tausend Mal mehr Kometenmaterial als unser Sonnensystem enthält. Innerhalb von 35 Astronomischen Einheiten um den Stern ist der Raum von Staub geleert.
Bruce Campbell und andere Astronomen deuteten Dopplermessungen in der Staubscheibe als Klumpen, die möglicherweise durch Resonanzen hervorgerufen wurden. Diese könnten auf einen Planeten hindeuten, der den Stern umkreist.
Zwar gibt es heute keine Zweifel mehr an der Theorie der Planetenentstehung aus solchen Gas- und Staubscheiben, doch es war dies das erste Mal, dass die Astronomen entsprechende Verhältnisse tatsächlich bei einem Stern beobachten konnten.

### Asteroidengürtel
Im Oktober 2008 gelang mit Hilfe des Infrarot-Weltraumteleskops Spitzer der Nachweis, dass Epsilon Eridani über zwei Asteroidengürtel verfügt. Die Position des einen Gürtels ist vergleichbar mit der Lage des Asteroidengürtels im Sonnensystem zwischen Mars und Jupiter. Der zweite, dichtere Gürtel befindet sich zwischen dem ersten Gürtel und dem äußeren Kometenring.

### Planetensystem

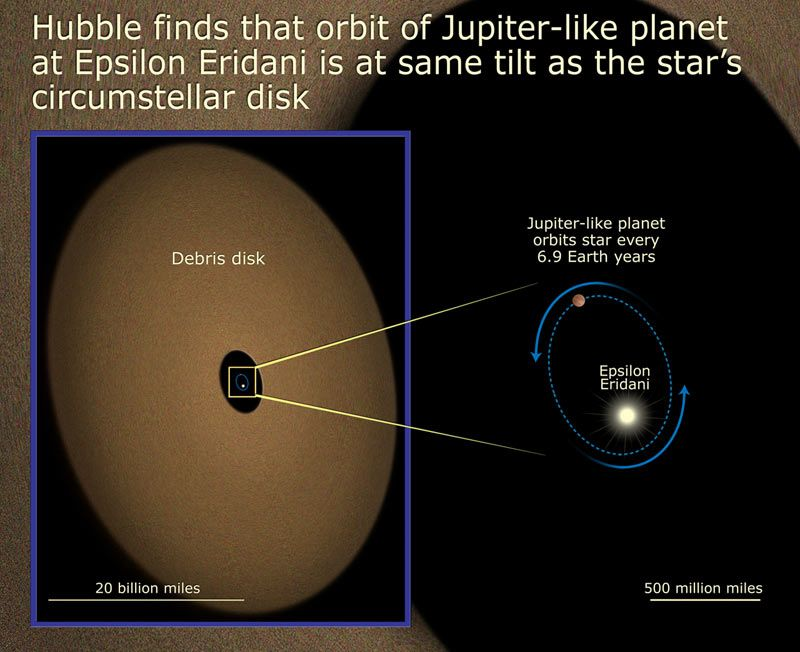
Größenvergleich: Staubscheibe und Planetenbahn von Epsilon Eridani b.

Da Epsilon Eridani einer der nächsten der sonnenähnlichen Sterne ist, wurde schon lange intensiv nach umkreisenden Planeten gesucht. Jedoch hatte die starke Aktivität und Veränderlichkeit des Sterns zur Folge, dass die Auffindung mit den Methoden der Radialgeschwindigkeit schwierig war.
Schon in den frühen 1990er Jahren wurde die Existenz eines Trabanten von einem kanadischen Team, geführt von Bruce Campbell und Gordon Walker, angenommen. Ihre Beobachtungen waren jedoch nicht fundiert genug, um seine Existenz damit belegen zu können.
Im Jahr 2000 wurde schließlich die Entdeckung des Planeten Epsilon Eridani b von einem Team, geführt von Artie Hatzes, bekannt gegeben. Die Entdecker bestimmten seine Masse als 1,2 ± 0,33-facher Masse des Planeten Jupiter. Beobachtungen des Hubble-Weltraumteleskops bestätigten Anfang Oktober 2006 die Existenz des Exoplaneten. Mittlerweile geht man von einer geringeren Masse aus.
Ein hypothetischer Planet, der Epsilon Eridani c genannt wird, wurde 2002 basierend auf der Analyse der Struktur der Staubscheibe vorgeschlagen. Die Klumpen in der Staubscheibe könnten Staubpartikel sein, die in Bahnresonanzen eines Planeten mit hoher Exzentrizität verdichtet und gebunden sind. Dieser Planet soll eine geringere Masse von etwa 0,1 Jupitermassen besitzen und Epsilon Eridani mit einer Exzentrizität von 0,3 und einer großen Halbachse von 40 AE Abstand in 280 Jahren umkreisen.
| Planet (Reihenfolge vom Stern aus) | Entdeckt | Masse (MJ)      | Radius (RJ) | Große Halbachse der Bahn (AU) | Umlaufzeit (Tage) | Exzentrizität    | Bahnneigung (Grad) |
| ---------------------------------- | -------- | --------------- | ----------- | ----------------------------- | ----------------- | ---------------- | ------------------ |
| b                                  | 2000     | 0,66 +0,12−0,09 | -           | 3,53 +0,03−0,04               | 2671 +17−23       | 0,070 +0,07−0,05 | 79 ± +29−22        |

## Projekt SETI in den 60er Jahren
Im Jahre 1960 wurden Epsilon Eridani und der Stern Tau Ceti im Rahmen des Projektes Ozma, einem SETI-Projekt, unter der Leitung von Frank Drake mehrere Wochen auf Funksignale beobachtet. Das Projekt verlief ergebnislos.

## Epsilon Eridani in der Science-Fiction
Da der Stern ein relativ naher sonnenähnlicher Stern ist, erscheint er regelmäßig in der Science-Fiction.
- Der Science-Fiction-Roman Chasm City von Alastair Reynolds spielt auf einem fiktiven Planeten, der den Stern Epsilon Eridani umkreist.
- In der Fernsehserie Babylon 5 umkreist die gleichnamige Raumstation Epsilon Eridani auf L5 des dritten Planeten.
- Der fiktive Planet „Reach“ im Orbit von Epsilon Eridani ist Ausbildungsstätte der Spartans der Spieleserie Halo.
- Im Roboter-und-Foundation-Zyklus von Isaac Asimov ist Epsilon Eridani die Sonne des fiktiven Planeten Bayley’s World, der später in Comporellon umbenannt wird und der in mehreren Romanen der Serie als Schauplatz dient.
- in David Webers Zyklus Honor Harrington existiert ein „Epsilon-Eridani-Edikt“, ein Verbot des Einsatzes von RKVs (Relativistic Kill Vehicles) oder Asteroiden zum planetaren Bombardement. Dabei wird besagtes „Epsilon-Eridani-Massaker“ als Beispiel genannt.
- In den Computerspielen Frontier und Frontier: First Encounters wird Epsilon Eridani als ein System mit einem durch Terraforming erdähnlich gemachten Planeten beschrieben, auf dem sich vor allem Tourismus etabliert habe.
- Gestrandet bei der Sonne Epsilon, 1964 von Jiří Brabenec und Zdeněk Veselý, erzählt die Geschichte einer Raumfahrermannschaft, die auf einem erdähnlichen Planeten bei der Sonne Epsilon strandet, ums Überleben kämpft und alles Mögliche versucht, die Nachfolgeexpedition vor den Gefahren beim Landeanflug zu warnen. Zitat: „Der Planet wurde, da waren sich alle einig, auf den Namen Tertia getauft …“
- Epsilon Eridani ist der Handlungsort des Romans Gerichtstag auf Epsi von Richard Funk aus dem Jahr 1973.
- Die Comic-Figur Karl Gabel des Berliner Zeichners Erich Schmitt besucht mit seinem Doppelrumpfraumschiff die Sonne Epsilon Eridani. Dort findet er Evakuierte des ehemaligen fünften Planeten der Sonne, Aloa.
- Im Buch Fremde vom Himmel der Autorin Margret Wonder Bonano aus der Romanreihe Star Trek – Die Anfänge wird Epsilon Eridani als Sonne des Planeten Vulkan genannt.
- In der Novelle Weltenzerstörer von Liu Cixin schickt die Bevölkerung eines Planeten des Sonnensystems Epsilon Eridani einen Kristall zur Erde, um die Menschheit vor dem Weltenzerstörer zu warnen.
- Ravensburger-Taschenbuch Band 562 „Flug in die Welt von morgen“ von Ludek Pesek (Epsilon Eridani Seite 66 / Otto Maier Verlag Ravensburg 1979, Georg Bitter Verlag Recklinghausen Lizenzausgabe 1975, ISBN 3-473-39562-5).
- Im Roman Ich bin viele von Dennis E. Taylor ist Epsilon Eridani das erste von Bob besuchte System.
- In der Fernsehserie Space 2063 befindet sich die erste extrasolare Kolonie der Menschheit auf dem Mond Vesta, welcher Epsilon Eridani B umkreist.